# Standardbrev
Standardbrev er det mindste og mest udbredte brevformat, der findes til afsendelse af postforsendelser. Standardbrevstørrelseskravene varierer fra land til land og fra leverandør til leverandør. Standardbreve kan leveres som alm. breve eller som økonomibreve. Standardbreve kræver som regel ingen kvittering for modtagelse, men de kan også leveres som rekommanderet post, hvor modtagerkvittering er et krav.

## I Danmark
I Danmark er Post Danmarks krav til at forsendelser må kaldes for standardbreve at forsendelsen højst vejer 50 gram og højst er 0,5 cm tykt. Det må højst måle 23 cm x 17 cm x 0,5 cm, dvs. lidt større end C5-konvolutstørrelse. Overskrides kravene så skal der betales porto som storbrev.
Standardbreve skal minimum være 14 cm x 9 cm.